# Liaison Oosterweel

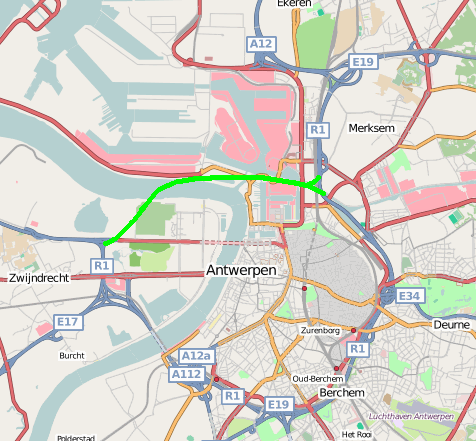
La liaison Oosterweel en vert et les autoroutes actuelles en bleu sur une carte d'Anvers.

La liaison Oosterweel ou Liaison d'Austruweel (en néerlandais : Oosterweelverbinding)  est un projet qui doit boucler le ring périphérique anversois. Proposé par la Société de Gestion Antwerpen Mobiel (BAM), il prévoit de connecter l'E34 avec le R1 à hauteur du Palais des Sports à Merksem et sera réalisé en partenariat public-privé. Un premier projet comportant un viaduc haubané à double étage courbe de plus de 600 m sur la rive droite au-dessus des docks, baptisé « Lange Wapper », est refusé lors d'un référendum local en 2009. Le projet actuel prévoit de creuser deux tunnels et de recouvrir une partie du ring actuel. La liaison porte son nom de l'ancien village d'Austruweel (en néerlandais : Oosterweel).

## Caractéristiques
Grâce à la construction de la liaison Oosterweel, le Gouvernement flamand veut améliorer l'accessibilité de la ville et du port. Il espère que cette liaison et l'élargissement du ring R1 avec une rocade urbaine permettra d'éliminer les embouteillages sur le ring d'Anvers et permettra de réduire la circulation sur les petites routes. Pour diminuer le trafic dans le tunnel Kennedy et augmenter les recettes des péages de la liaison Oosterweel, le trafic poids lourd par le tunnel Kennedy sera interdit dès que la liaison sera mise en service.
La construction de la liaison Oosterweel fait partie du Plan directeur de mobilité d’Anvers (Masterplan Mobiliteit Antwerpen). Le plan directeur comporte 16 projets d’infrastructures englobant des sujets comme l'augmentation de la capacité automobile mais aussi le prolongement des lignes de tramway en direction de la périphérie, l’élargissement du canal Albert et la rénovation des écluses dans le port d'Anvers.
La liaison se divise en cinq parties :
- Sur la rive gauche, la liaison de la Route européenne 34 et de la Route européenne 17 au R1
- Le nouveau tunnel sous l'Escaut, long d'1,8 kilomètre, avec trois voies automobiles dans chaque sens et un couloir piéton et cycliste de six mètres de large
- La jonction du tunnel avec la Scheldelaan et l'Oosterweelsteenweg à proximité de l'église d'Austruweel
- La construction d'un nouveau tunnel sous le canal Albert, composé de deux sections superposées à deux autres. Les deux sections du haut mènent au reste du Ring et ainsi à l'E19, l'E34 et l'E313 en direction d'Hasselt, Eindhoven et Bruxelles, les deux du bas mènent à l'A12 et l'E19 en direction des Pays-Bas
- Démolition du viaduc de Merksem (nl) et reconstruction de la section Merksem-Deurne. Cette section, à proximité du palais des sports d'Anvers, sera partiellement enterrée, avec plus d'espaces verts et de pistes cyclables en surface.

## Histoire

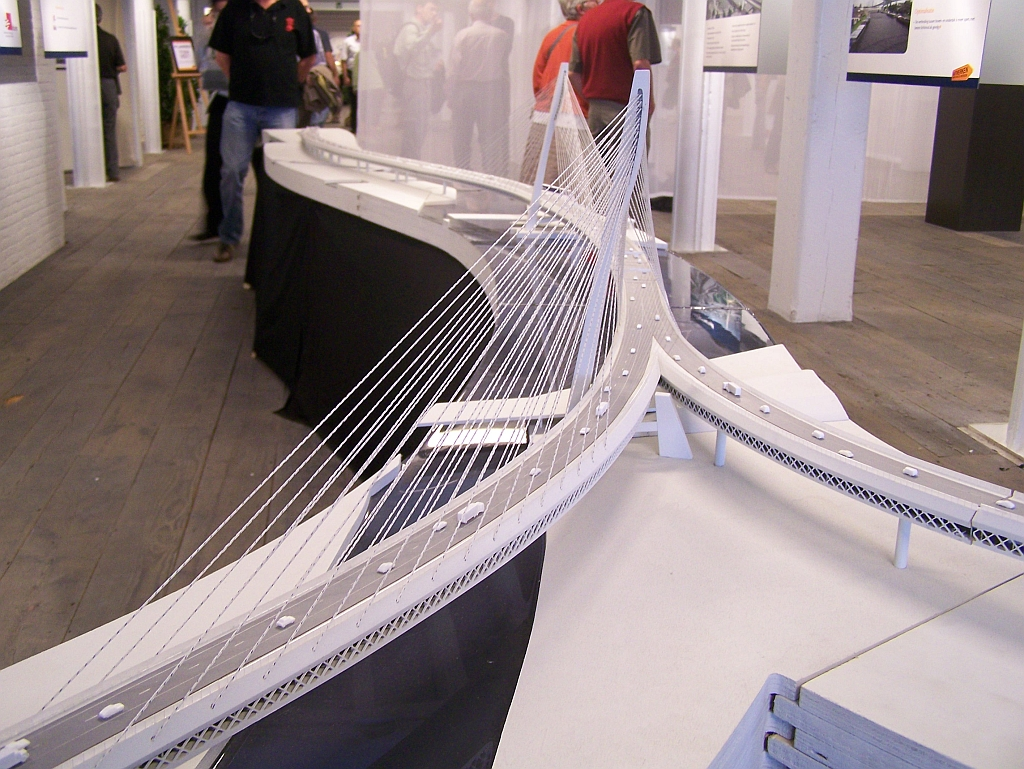
Maquette du pont Lange Wapper, prévu jusqu'en 2009.

Le gouvernement flamand choisit en 1999 la construction d'un viaduc nommé Lange Wapper, en référence au géant de la mythologie flamande. Cependant, le projet est contesté par de nombreux anversois : il est jugé trop proche du centre-ville, et conduirait à une augmentation du trafic routiers pour une ville déjà victime d'une importante pollution. Le collectif Ademloos (à bout de souffle) est créé en 2008, organise des manifestations et parvient à récolter de nombreuses signatures pour organiser une consultation populaire. Celle-ci a lieu le 18 octobre 2009, 59 % des Anversois se prononcent en défaveur du projet. Bien que non contraignante, le gouvernement flamand décide de respecter le résultat de la consultation. En 2010, un collectif propose un trajet plus éloigné du centre-ville, mais celui-ci n'est pas étudié.
Ce projet était encore un sujet d'actualité politique en septembre 2013, comme en témoigne l'intervention de Bart De Wever à la VRT où il affirme ne pas vouloir participer au prochain gouvernement flamand en l'absence de solution à ce sujet. Le gouvernement flamand se décide alors à conserver le tracé originel, mais en creusant un tunnel plutôt qu'un pont. 
En 2015, un nouveau collectif, Ringland, demande que le ring anversois soit recouvert de verdure et favorise les cyclistes, suivant l'exemple du tunnel Craeybeckx. De nombreuses contestations sont amenées devant le conseil d'État. En décembre 2015, le gouvernement flamand nomme le professeur d'urbanisme Alexander D’Hooghe comme intendant, chargé de trouver un compromis.
Le 15 mars 2017 un accord est trouvé. Parmi les éléments de cet accord, une zone verte couvrira le ring pour un montant de 1,25 milliard d'euros, afin de contenter les riverains. Deux jonctions sont actées : une jonction entre l'E313 et l'E19 à l'est d'Anvers, et un nouveau tunnel entre l'E34 et l'A12. Des investissements dans les transports publics et les infrastructures pour piétons et cyclistes sont également prévus afin de diminuer de moitié l'usage de l'automobile d'ici 2030. Le choix est donc celui d'un Oosterweel « light », destiné prioritairement au trafic local.
En février 2018, les travaux de construction sont lancés. Les coûts pour la liaison mais aussi le recouvrement s'élèvent à 5 milliards d'euros. 
Les contrats sont attribués à la fin 2020 pour un montant de quatre milliards d'euros à des consortiums formés principalement d'entreprises belges. Les travaux doivent en principe être achevés en 2030.
En 2021, des concentrations importantes de PFOS sont détectées pendant des travaux de creusement du tunnel. Cela risque de ralentir fortement de projet. À la suite d'une plainte des associations environnementales, les travaux sont arrêtés par le conseil d'État qui interdit la réutilisation des terres polluées et impose leur dépollution avant de les déplacer. Le gros des travaux est gelé en attendant une modification du décret sur les sols. L'entreprise 3M responsable de la pollution accepte de payer 571 M€ d'indemnisation.
Les travaux commencent finalement en janvier 2023 malgré l'opposition d'associations environnementales. L'entreprise Lantis qui réalise les travaux assure que les eaux pompées seront purifiées.
En octobre 2024 l'estimation des coûts est révisée, de 6,8 à 10,1 milliards d'euros. Une part importante est liée à la pollution PFOS.